# Municipio de Lima (Míchigan)
El municipio de Lima (en inglés: Lima Township) es un municipio ubicado en el condado de Washtenaw en el estado estadounidense de Míchigan. En el año 2010 tenía una población de 3307 habitantes y una densidad poblacional de 36,27 personas por km².

## Geografía
El municipio de Lima se encuentra ubicado en las coordenadas 42°17′33″N 83°56′44″O / 42.29250, -83.94556. Según la Oficina del Censo de los Estados Unidos, el municipio tiene una superficie total de 91.18 km², de la cual 89.44 km² corresponden a tierra firme y (1.9%) 1.73 km² es agua.

## Demografía
Según el censo de 2010, había 3307 personas residiendo en el municipio de Lima. La densidad de población era de 36,27 hab./km². De los 3307 habitantes, el municipio de Lima estaba compuesto por el 94.47% blancos, el 1.48% eran afroamericanos, el 0.36% eran amerindios, el 1.81% eran asiáticos, el 0.15% eran isleños del Pacífico, el 0.54% eran de otras razas y el 1.18% pertenecían a dos o más razas. Del total de la población el 2.18% eran hispanos o latinos de cualquier raza.